# Equació característica (càlcul)
En matemàtiques, l'equació característica (o equació auxiliar) és una equació algebraica de grau n de la qual depèn la solució d'una equació diferencial d'ordre n donada o equació de diferència. L'equació característica només es pot formar quan l'equació diferencial o de diferència és lineal i homogènia, i té coeficients constants. Aquesta equació diferencial, amb y com a variable dependent, superíndex (n) que denota n-ésima derivada i an, an − 1, ..., a1, a0 com a constants,{\displaystyle a_{n}y^{(n)}+a_{n-1}y^{(n-1)}+\cdots +a_{1}y'+a_{0}y=0,}
tindrà una equació característica de la forma
{\displaystyle a_{n}r^{n}+a_{n-1}r^{n-1}+\cdots +a_{1}r+a_{0}=0}
les solucions de les quals r1, r₂, ..., rn són les arrels a partir de les quals es pot formar la solució general. De manera anàloga, una equació de diferència lineal de la forma
{\displaystyle y_{t+n}=b_{1}y_{t+n-1}+\cdots +b_{n}y_{t}}
té una equació característica
{\displaystyle r^{n}-b_{1}r^{n-1}-\cdots -b_{n}=0,}
es discuteix amb més detall a Recurrència lineal amb coeficients constants # Solució a un cas homogeni.
Les arrels característiques (arrels de l'equació característica) també proporcionen informació qualitativa sobre el comportament de la variable l'evolució de la qual està descrita per l'equació dinàmica. Per a una equació diferencial parametritzada en el temps, l'evolució de la variable és estable si i només si la part real de cada arrel és negativa. Per a les equacions a diferència, hi ha estabilitat si i només si el mòdul de cada arrel és inferior a 1. Per als dos tipus d'equació, es produeixen fluctuacions persistents si hi ha almenys un parell d'arrels complexes.
El mètode d'integració d'equacions diferencials ordinàries lineals amb coeficients constants va ser descobert per Leonhard Euler, que va trobar que les solucions depenien d'una equació "característica" algebraica. Les qualitats de l'equació característica d'Euler van ser considerades més tard amb més detall pels matemàtics francesos Augustin-Louis Cauchy i Gaspard Monge.

## Derivació
Començant amb una equació diferencial lineal homogènia amb coeficients constants an, an − 1, ..., a1, a0 ,
{\displaystyle a_{n}y^{(n)}+a_{n-1}y^{(n-1)}+\cdots +a_{1}y^{\prime }+a_{0}y=0,}
es pot veure que si y(x) = e rx, cada terme seria un múltiple constant de e rx . Això resulta del fet que la derivada de la funció exponencial e rx és múltiple de si mateix. Per tant, y′ = re rx, y″ = r2e rx i y(n) = rne rx són tots múltiples. Això suggereix que certs valors de r permetran múltiples d' e rx per sumar a zero, resolent així l'equació diferencial homogènia. Per resoldre per r, es pot substituir y = e rx i les seves derivades a l'equació diferencial per obtenir
{\displaystyle a_{n}r^{n}e^{rx}+a_{n-1}r^{n-1}e^{rx}+\cdots +a_{1}re^{rx}+a_{0}e^{rx}=0}
Des de e rx mai pot ser igual a zero, es pot dividir, donant l'equació característica
{\displaystyle a_{n}r^{n}+a_{n-1}r^{n-1}+\cdots +a_{1}r+a_{0}=0.}
Resolvant les arrels, r, en aquesta equació característica, es pot trobar la solució general de l'equació diferencial. Per exemple, si r té arrels iguals a 3, 11 i 40, aleshores la solució general serà {\displaystyle y(x)=c_{1}e^{3x}+c_{2}e^{11x}+c_{3}e^{40x}}, on {\displaystyle c_{1}}, {\displaystyle c_{2}}, i {\displaystyle c_{3}} són constants arbitràries que s'han de determinar per les condicions de límit i/o inicials.

La resolució de l'equació característica de les seves arrels, r1, ..., rn, permet trobar la solució general de l'equació diferencial. Les arrels poden ser reals o complexes, així com diferents o repetides. Si una equació característica té parts amb arrels reals diferents, h arrels repetides o k arrels complexes corresponents a solucions generals de yD(x), yR1(x), ..., yRh(x) i yC1(x), ..., yCk(x), respectivament, llavors la solució general de l'equació diferencial és
{\displaystyle y(x)=y_{\mathrm {D} }(x)+y_{\mathrm {R} _{1}}(x)+\cdots +y_{\mathrm {R} _{h}}(x)+y_{\mathrm {C} _{1}}(x)+\cdots +y_{\mathrm {C} _{k}}(x)}
amb constants c1, ..., c5.

## Exemple
L'equació diferencial homogènia lineal amb coeficients constants
{\displaystyle y^{(5)}+y^{(4)}-4y^{(3)}-16y''-20y'-12y=0}
té l'equació característica
{\displaystyle r^{5}+r^{4}-4r^{3}-16r^{2}-20r-12=0}
Factoritzant l'equació característica
{\displaystyle (r-3)(r^{2}+2r+2)^{2}=0}
es pot veure que les solucions per a r són les arrels simples diferents r1 = 3 i les arrels complexes dobles r2,3,4,5 = 1 ± i. Això correspon a la solució general de valor real
{\displaystyle y(x)=c_{1}e^{3x}+e^{x}(c_{2}\cos x+c_{3}\sin x)+xe^{x}(c_{4}\cos x+c_{5}\sin x)}